# Märtha Bolin-Clason

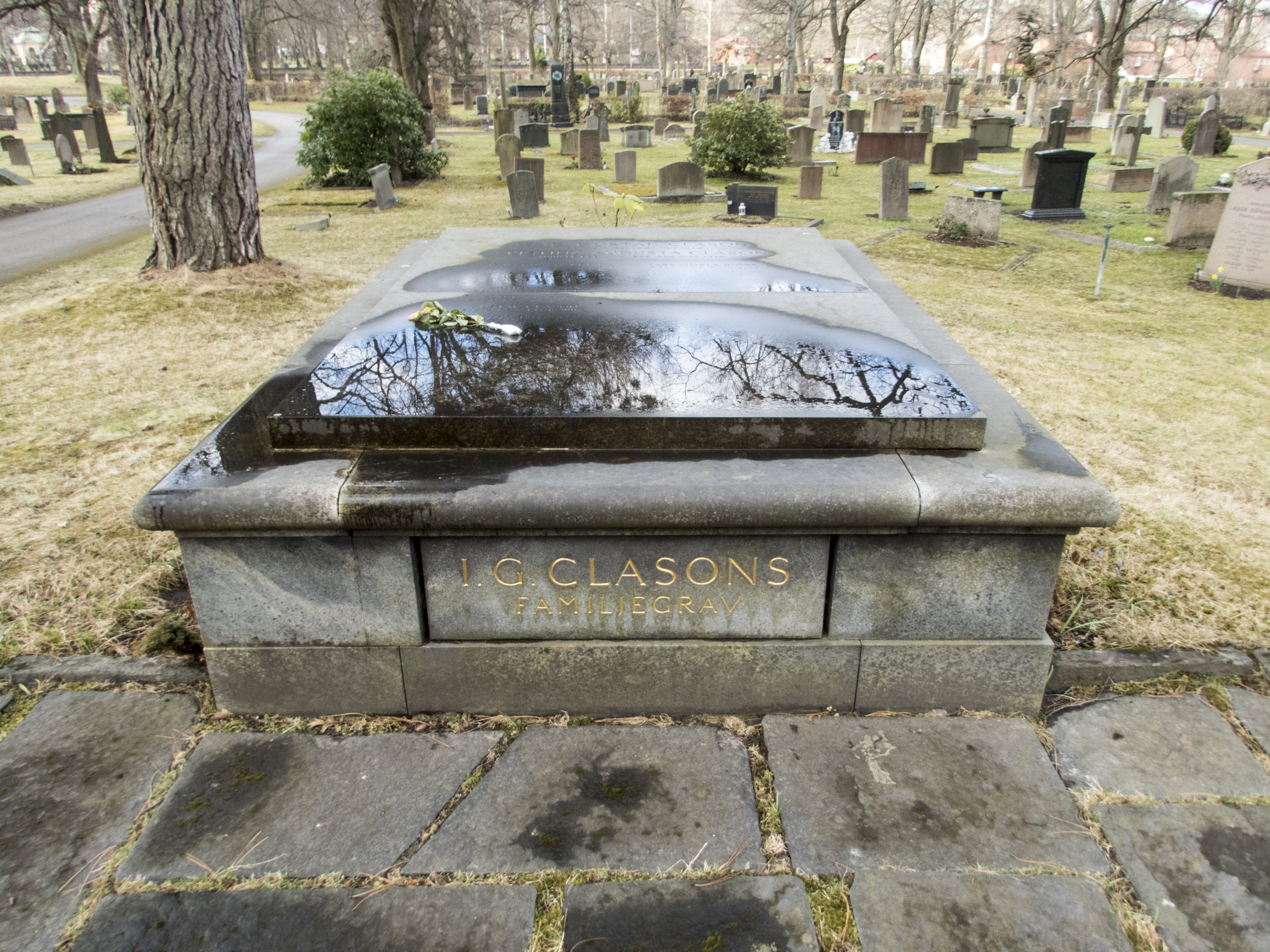
Gravvård I. G. Clasons familjegrav Norra begravningsplatsen

Märtha Maria Bolin-Clason, född Bolin 24 maj 1902 i Åker i Södermanland, död 25 juni 1988 i Stockholm, var en svensk konstnär. Hon var dotter till överste Arvid Bolin och Anna Gibson.
Hon studerade vid Konsthögskolan i Stockholm 1920–1923 och i Paris och Bryssel 1923–1925. Hon hade ett flertal separatutställningar i Stockholm, den första 1937, samt tillsammans med Olle Blomberg, Erik Kjellman och Britta Nehrman på olika platser i landet. Hon är representerad vid Moderna museet med färglitografier.
Märtha Bolin-Clason var från 1925 gift med arkitekten Gustaf Clason (1893–1964) och fick barnen Ann Charlotte 1927, Lena 1930, Gustav 1935 och Martina Clason 1938. En dotterdotter är Filippa Knutsson.